# 大蔵省
大蔵省（おおくらしょう、Ministry of Finance, MOF）は、明治維新から2001年（平成13年）1月6日まで存在した日本の中央官庁である。後継官庁は財務省と金融庁。

## 歴史

### 明治新政府

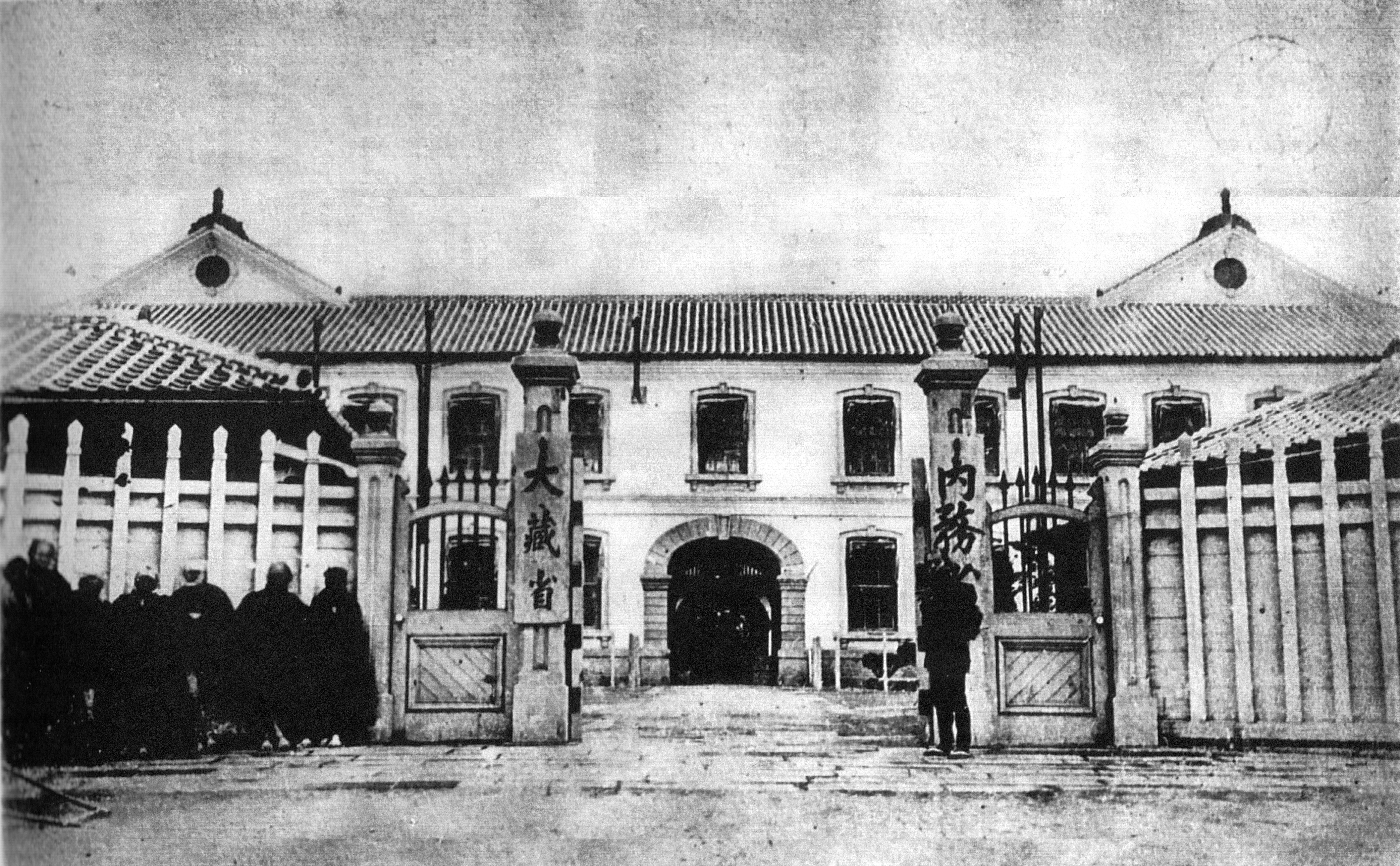
初代大蔵省庁舎

1868年（明治元年）旧1月、朝廷に政府運営のための資金調達の機関として、金穀出納所が設置された。名称が何回か変更されて、太政官制が導入された時に会計官と名を改めた。この時期に太政官札が発行された。出納、秩禄、造幣、営繕を管轄する事を目的に、1869年8月15日（明治2年7月8日）、二官六省制になった事を機に、大蔵省と改名された。9月16日（8月11日）、民部省と合併し、過去に例のない大型官庁となった。民部卿松平慶永は初代大蔵卿を兼ね、民部大輔（たいふ）大隈重信は大蔵大輔（次官）を兼ねた。
しかし、大蔵省の所管事項があまりにも広くなりすぎて、杜撰な地方行政が行われることを危惧した勢力との間で政争が起こり、1870年8月6日（明治3年7月10日）、民部省は再び分離された。だが、民部省に与えられた内政に関する権限が不十分であったことや、薩摩閥の大久保利通一派と長州閥の木戸孝允一派との対立を避ける為、統合派官吏の巻き返しによって、1871年9月11日（明治4年7月27日）には、民部省は再度統合された（殖産興業に関しては、1870年12月12日（明治3年10月20日）に、工部省として民部省から独立した）。

大蔵ハ理財会計ニ関スル一切ノ事務ヲ統理シ、全国人民ノ分限、 地方ノ警邏、駅逓郵便等ノ事ヲ総管
—大蔵省事務章程 （明治3年ごろ）
最終的には、1873年（明治6年）11月10日に、大久保利通の主導により内務省が設置され、大蔵省から地方行財政や殖産興業に関する組織と権限が内務省に移管された。1875年に創設された元老院で莫大な議官報酬の問題が生じ、1880年（明治13年）3月5日には、公正な会計監査を求める他省の要求に応える形で監査部門が独立して、会計検査院が設置された。

### 内閣発足後
1885年（明治18年）12月22日に内閣制度が発足した時、初代大蔵大臣は松方正義であった。その後官制が整備され、歳入歳出、租税、国債、造幣、銀行を扱う官庁とされた。大蔵省は、国家予算の配分、租税政策といった財政政策に関する実質的な決定権を有していることに加え金融行政も担っており、その権限は強力であったが、戦前の官僚機構の中では陸軍省、海軍省、地方行財政と警察行政を握って絶大な権力を有していた内務省に次ぐ「四強」の末席を占めていたに過ぎなかった。ただし、昭和十年代に主要閣僚会議として五相会議が設けられた際には、総理大臣・外務大臣・陸軍大臣・海軍大臣と並んで大蔵大臣が入っている。
しかしながら、太平洋戦争での日本の敗戦により旧陸海軍が武装解除され、陸軍省と海軍省も解体・廃止されることになった。さらには内務省もGHQによって解体・廃止された。大蔵省も組織解体の対象であったが、連合国の占領行政の「協力者」として振舞うことで、無傷で生き残ることに成功した。そのため、結果的に大蔵省の一人勝ち状態となり、「省の中の省」「官庁の中の官庁」と呼ばれ、大蔵官僚は「官僚の中の官僚」と呼ばれるまでになった。また、大蔵官僚自身も「われら富士山、他は並びの山」と豪語していた。
大蔵省内では、主計局や主税局などの財政部局は「二階組」、銀行局や証券局などの金融部局は「四階組」と呼ばれていた。

### 金融行政の分離と財務省への名称変更
1998年（平成10年）6月22日、金融監督庁の設置に伴い、大蔵省では、銀行局及び証券局が廃止され、金融企画局が置かれる。これにより、大蔵省は、民間金融機関への検査監督権限を失うこととなる。
2000年（平成12年）7月1日、金融監督庁が金融庁に改組されるのに伴い、大蔵省では、金融企画局が廃止される。これにより、大蔵省は、金融制度の調査・企画・立案権限をも失うこととなる。
2001年（平成13年）1月6日、中央省庁再編により、大蔵省は財務省に改称される。この結果「財政・金融機関の分離（財金分離）」が進められ、かつての大蔵省の所掌事務は、財務省と金融庁に引き継がれている。中央省庁再編は、政治の主導権を官から政へ移すため、強過ぎる大蔵省の力を削ぐ目的があったとの見方もある。
日本では、大蔵省という名称が大宝律令以来、約1200年前から使われて来ており、明治維新で復活してからも、その名称は変わらなかった。再編時には長年使用されてきた名称の変更に、反発する大蔵官僚の声も多く発せられた。これに対して、橋本龍太郎は「では検非違使庁を復活させるか」と皮肉った。この件については大蔵官僚以外でも、たとえば元外交官・駐タイ大使の岡崎久彦のように「伝統ある大蔵省の名を財務省に変えたのは官僚の士気高揚という国民の利益にとってマイナス効果しかない、こんな無意味な改革はいつか元に戻すべき」と酷評する者もいた。
結局、1964年（昭和39年）に内閣総理大臣池田勇人が揮毫した大蔵省の門標も片付けられ、新しく財務省の看板が設置されると、涙を飲んで大蔵省との別れを惜しむ官僚もいた。その最たる者が最後の大蔵大臣（元大蔵官僚で初代財務大臣）となった宮澤喜一である。大蔵省最後の日、記者の「やはり感慨がありますか」との問いに、宮澤は「まあこの（門の）下から出征もしたからね」と憮然として答えた。
なお英語訳は両者とも Ministry of Finance である。諸外国の財政官庁、財政担当大臣は、アメリカ合衆国財務省など少数の例外を除いて、日本と同様に大蔵省・大蔵大臣と翻訳されてきたが、この改称以降は、財務省・財務大臣と訳すのが通例となっている。記述によっては、それ以前に遡って改称している場合もある。

## 組織

### 幹部
- 大蔵大臣（略称は、「蔵相」（ぞうしょう））
- 大蔵政務次官
- 大蔵事務次官（大蔵次官・財務事務次官参照。）
- 財務官

### 内部部局
- 大臣官房
  - 金融検査部
- 主計局
- 主税局
- 関税局
- 理財局
- 証券局
- 銀行局
  - 保険部
- 国際金融局（国際局）

### 施設等機関
- 税関研修所
- 関税中央分析所
- 財政金融研究所（財務総合政策研究所）
- 会計センター

### 特別の機関
- 造幣局
- 印刷局

### 地方支分部局
- 財務局
- 税関

### 外局
- 国税庁

## 関連紛争や諸問題

### 関連紛争
- 赤字国債（財政法第4条の特例公債法） - 日米貿易摩擦 - プラザ合意 - バーゼル規制（BIS規制） - 日米構造協議 - 護送船団方式 - 総量規制（バブル崩壊） - 平成デフレ - 郵貯や年金等財投資金の預託義務廃止（大蔵省資金運用部廃止 [注釈 2]） - 失われた10年

### その他
- 帝人事件
- 馬場財政
- 昭和三大馬鹿査定
- 住宅金融専門会社（住専問題）

### 不祥事
- 大蔵省接待汚職事件

1998年（平成10年）1月、第一勧銀総会屋利益供与事件における捜査をきっかけに、大蔵官僚等が金融機関から高級接待（金融機関のMOF担からノーパンしゃぶしゃぶでの接待）を受けた見返りに、金融機関への検査日や金融行政動向などを情報漏洩していた一連の不祥事が明るみに出た。
大蔵省からも、当時日本道路公団の経理担当理事だった大蔵省OB、証券局総務課課長補佐、証券取引等監視委員会上席証券取引検査官、金融検査部金融証券検査官室長、金融検査部管理課課長補佐と多くの逮捕者を出したほか、大蔵大臣であった三塚博および大蔵省事務次官であった小村武を始めとする多くの幹部が引責辞任し、幹部職員百数名に対して、停職・減給・戒告などの処分を実施した。さらに、組織としての財政と金融の分離、そして大蔵省解体まで繋がった（同98年6月に金融監督庁の設置から金融庁、及び財務省への分離）。
また同事件により、大蔵省キャリア官僚が30歳代前に税務署署長を務める人事慣行（若殿研修）の廃止、及び翌1999年（平成11年）の国家公務員倫理法制定のきっかけとなった。なお、同接待汚職事件直後の同98年3月に長銀事件及び日債銀事件が発生した（大蔵省接待汚職事件#その他を参照）。

## 大蔵省出身の著名人（財務省も含む）

### 政界

#### 首相経験者
- 若槻禮次郎 - 蔵相経験者
- 濱口雄幸 - 蔵相経験者
- 池田勇人 - 蔵相経験者
- 福田赳夫 - 蔵相経験者
- 大平正芳 - 蔵相経験者
- 宮澤喜一 - 蔵相経験者・初代財務相

#### 主な大臣経験者
- 中村是公
- 児玉秀雄
- 勝田主計 - 蔵相
- 市来乙彦 - 蔵相
- 馬場鍈一 - 蔵相
- 河田烈 - 蔵相
- 藤井真信 - 蔵相
- 太田正孝 - 初代自民党税調会長
- 津島寿一 - 蔵相
- 青木一男 - 蔵相
- 賀屋興宣 - 蔵相
- 広瀬豊作 - 蔵相
- 石渡荘太郎 - 蔵相
- 星野直樹
- 迫水久常
- 植木庚子郎 - 自民党税調会長、蔵相
- 前尾繁三郎 - 自民党税調会長
- 内田常雄 - 自民党税調会長
- 愛知揆一 - 自民党税調会長、蔵相
- 橋本龍伍
- 黒金泰美 - 自民党税調会長
- 金子一平 - 自民党税調会長、蔵相
- 村山達雄 - 自民党税調会長、蔵相
- 鳩山威一郎
- 松本十郎
- 相澤英之 - 自民党税調会長
- 山下元利
- 福島譲二
- 大原一三
- 越智通雄
- 津島雄二 - 自民党税調会長
- 宮下創平
- 近藤鉄雄
- 藤井裕久 - 蔵相・財務相
- 森田一
- 柿澤弘治
- 柳澤伯夫 - 自民党税調会長
- 池田行彦
- 伊吹文明 - 財務相
- 野田毅 - 自民党税調会長
- 中山成彬
- 中山恭子
- 村田吉隆
- 中川雅治
- 山本幸三
- 金田勝年
- 宮澤洋一 - 自民党税調会長
- 平岡秀夫
- 加藤勝信 - 財務相
- 寺田稔
- 片山さつき
- 古川元久
- 小林鷹之

#### その他政治家
- 新井将敬 - 衆議院議員
- 池田宜永 - 都城市長
- 枝廣直幹 - 福山市長
- 尾﨑正直 - 高知県知事、衆議院議員
- 岸本周平 - 和歌山県知事、経産大臣政務官、衆議院議員
- 木原誠二 - 内閣官房副長官（政務担当）、衆議院議員
- 黒田英雄 - 参議院議員
- 坂井隆憲 - 内閣府副大臣、衆議院議員
- 新原芳明 - 呉市長
- 關一 - 戦前の大阪市長、貴族院議員
- 伊達宗彰 - 戦前の貴族院侯爵議員
- 玉木雄一郎 - 衆議院議員
- 豊田潤多郎 - 衆議院議員
- 長崎幸太郎 - 山梨県知事、衆議院議員
- 長島隆二 - 戦前の衆議院議員
- 永田寿康 - 衆議院議員
- 野田実 - 総務政務次官、衆議院議員
- 浜田卓二郎 - 参議院議員、衆議院議員
- 東力 - 農水政務次官、建設政務次官、衆議院議員
- 福島譲二 - 熊本県知事、労相、衆議院議員
- 松田学 - 衆議院議員
- 溝口善兵衛 - 島根県知事
- 宮本一三 - 文部科学副大臣、衆議院議員

### 財界

#### 日本銀行総裁
- 吉原重俊
- 富田鐵之助
- 松尾臣善
- 市来乙彦
- 山際正道
- 森永貞一郎
- 澄田智
- 松下康雄
- 黒田東彦

#### 東証理事長
- 森永貞一郎
- 谷村裕
- 竹内道雄
- 長岡實
- 山口光秀
- 土田正顕

#### その他
- 渋沢栄一
- 河島醇 - 日本勧業銀行初代総裁
- 高橋新吉 - 日本勧業銀行2代目総裁
- 益田孝 - 三井物産創始者
- 添田壽一 - 日本興業銀行初代総裁
- 馬場鍈一 - 日本勧業銀行6代目総裁、大蔵大臣
- 西野元 - 日本勧業銀行8代目総裁
- 山成喬六 - 満洲中央銀行初代副総裁
- 岡田信 - 北海道拓殖銀行6代目頭取、満洲興業銀行2代目総裁
- 原邦道 - 日本長期信用銀行初代頭取、野村合名会社総務理事
- 星野喜代治 - 日本債券信用銀行初代頭取
- 中村建城 - 大蔵次官就任目前に公職追放後、日本債券信用銀行2代目頭取
- 渡辺武 - アジア開発銀行初代総裁
- 河野一之 - 太陽神戸銀行初代会長、日本長期信用銀行副頭取
- 石野信一 - 太陽神戸銀行初代頭取
- 中田乙一 - 三菱地所社長
- 庭山慶一郎 - 日本住宅金融社長 / 「ミスター住専」
- 柏木雄介 - 東京銀行会長
- 高木文雄 - 国鉄総裁
- 斎藤次郎 - 東京金融取引所社長、日本郵政社長 / 自他共に認める吉野良彦直系
- 小川是 - 横浜銀行会長
- 涌井洋治 - JT会長
- 潮明夫 - オリックス銀行社長

地銀など
- 橋口収 - 広島銀行頭取、広島商工会議所会頭 / 同期高木文雄との次官争いは角福戦争の代理戦争といわれた
- 田頭基典 - 島根銀行頭取
- 東條敬 - 福邦銀行頭取
- 渡邉健雄 - 福邦銀行頭取

### 学界
- 青木得三　中央大学教授
- 荒木信義　大分大学教授
- 荒巻健二　東京大学名誉教授
- 飯田彬　日本大学教授
- 今谷明　国際日本文化研究センター名誉教授、帝京大学教授
- 内海孚　慶應義塾大学教授
- 太田正孝　中央大学教授
- 大内兵衛　東京大学名誉教授、法政大学総長
- 大久保和正　武蔵野大学教授
- 小黒一正　法政大学教授
- 小田村四郎　拓殖大学総長
- 小幡績　慶應義塾大学准教授
- 柏木茂雄　慶應義塾大学大学院教授
- 北野弘久　日本大学名誉教授。国税庁官吏出身
- 北村歳治　早稲田大学教授
- 小部春美　政策研究大学院大学教授
- 榊原英資　慶應義塾大学教授、青山学院大学教授、早稲田大学客員教授
- 佐藤隆文　一橋大学大学院教授、名古屋大学大学院教授
- 柴田善雅　大東文化大学教授。大臣官房調査企画課官吏
- 下村治　日本経済研究所会長
- 白鳥正喜　近畿大学教授
- 杉本和行　東京大学大学院教授
- 高橋洋一　嘉悦大学教授、東洋大学教授
- 武田昌輔　成蹊大学名誉教授
- 竹中治堅　政策研究大学院大学教授
- 田中修　信州大学教授
- 田中秀明 明治大学教授
- 津田広喜　早稲田大学大学院教授
- 寺村信行　帝京大学客員教授、中央大学客員教授
- 永谷敬三　ブリティッシュコロンビア大学名誉教授
- 西村吉正　早稲田大学大学院教授
- 野口悠紀雄　一橋大学名誉教授、早稲田大学大学院教授
- 野田実　帝京大学教授
- 秦郁彦　日本大学教授、千葉大学教授
- 藤井真理子　東京大学教授
- 森信茂樹　中央大学大学院教授、大阪大学大学院教授
- 山口真由　信州大学特任教授、弁護士。財務省入省
- 山田治徳　早稲田大学教授
- 吉田和男　京都大学大学院教授
- 米倉明　東京大学名誉教授
- 渡辺博史　一橋大学大学院教授

### その他
- 古海忠之　満洲国国務院総務庁次長
- 難波経一　阿片漸減政策を管理した満洲国専売総局副局長。軍需省燃料局長官・整備局長官。古海忠之と同期
- 長沼弘毅　シャーロキアン。初代大蔵事務次官、公営競技調査会会長、公正取引委員会委員長、日本コロムビア会長
- 三島由紀夫　小説家。長岡實の同期
- 大場智満　財務官、1985年プラザ合意に行天豊雄らと関わった。吉野良彦の同期
- 寺村信行　中央大学法学部・帝京大学各客員教授。1993年（平成5年）の住専処理時代の大蔵省銀行局長
- 西村吉正　早稲田大学教授。1995年（平成7年）の住専への公的資金注入時代の大蔵省銀行局長
- 山口公生　日本政策投資銀行副総裁。1997年（平成9年）の拓銀・山一の破綻時、1998年（平成10年）の長銀・日債銀への公的資金注入時の大蔵省銀行局長
- 竹島一彦　初代内閣官房副長官補。公取委員長在任中、電通による広告業界寡占化の問題に斬り込み「第二の竹島問題」と波紋を呼んだ。
- 中島義雄　大蔵省主計局次長、実業家。長野庬士（大蔵省証券局長、弁護士）、武藤敏郎（大蔵事務次官、2020東京五輪事務局長）らと「花の41年組」入省者と括られた。
- 宇井昇　中部日本放送アナウンサー、大蔵省技官出身
- 山川紘矢　翻訳家
- 村尾信尚　関西学院大学教授、日本テレビ系列『NEWS ZERO』メインキャスター
- 大薗治夫　小説家
- 香山滋　小説家、映画『ゴジラ』原作者
- 古茂田守介　洋画家
- 石井直一　大蔵省印刷局長。キャリア以外で初の大蔵省局長就任者。

## エピソード

### 関東大震災、大手町官庁街大火
林忠恕が設計し、1872年（明治5年）に竣工した大蔵省庁舎は、1923年の関東大震災で焼失した。
大手町には仮庁舎が建てられ、約17年間使い続けられた。その後、霞が関への移転が決まり新庁舎の建設が進んだ
1940年（昭和15年）6月20日、落雷により大手町の官庁街一帯が焼失、大蔵省庁舎も全焼した。

### 平将門の首塚
関東大震災の直後、政府は当時の大蔵省敷地内にあった平将門の首塚を取り壊し、そこに仮庁舎の建設を計画した。しかし、時の大蔵大臣早速整爾ほか十四名が相次いで亡くなり、将門の祟りかと言われた。政府は首塚を元の様に戻している。また1940年（昭和15年）は将門没後千年目であったが、激しい落雷で当時の大蔵省を始めとする官庁街は火災のために全焼し、大蔵大臣が将門鎮魂祭を催したという。

### 東京大学運動会漕艇部との繋がり
東京大学運動会漕艇部は、大蔵官僚予備軍ともいわれており、大蔵省の指定コースになっている。竹内道雄（元次官・1944年入省・東大法）と吉瀬維哉（元次官・1946年入省・東大法）が、東京大学に入学したばかりの長岡実（元次官・1948年入省・東大法）を漕艇部に勧誘し、そのまま大蔵省まで連れてきたことが始まりだとされる。それ以降、東京大学運動会漕艇部と大蔵省は密接な間柄になった。
漕艇部に限らず大蔵省は、東京大学の運動部でキャプテンやマネージャーとして活躍した人間を好んで採用しているが、これは官僚という職業は、国家試験をパスするだけでなく、文武両道の優れた人材でなければ務まらないという事情からきている。また、運動部は組織で機能している点が役所の体質と酷似しており、組織のバランスを考えて行動できる人材を必要としている大蔵省の要求にも適っているからである。

### 「霊安室」
大蔵官僚は特に年末の予算編成期は多忙であり徹夜続きになることが多いため仮眠室が庁舎内に用意されているが、当初は地階の一室でゴロ寝する形であったため隠語で「霊安室」と呼ばれていた。その後1階に移り、二段ベッドの設備になって呼ばれなくなったが、かわってホテルオークラにかけて「ホテル大蔵」とあだ名されるようになったという。